# Blacus hemicarinatus
Blacus hemicarinatus är en stekelart som beskrevs av Van Achterberg 1988. Blacus hemicarinatus ingår i släktet Blacus och familjen bracksteklar. Inga underarter finns listade.